# Raoul Taburin
Pour plus de détails, voir Fiche technique et Distribution.
Raoul Taburin est une comédie française réalisée par Pierre Godeau, sortie en 2018. Ce film est l'adaptation d'une bande dessinée de Sempé.

## Synopsis
Raoul Taburin est un spécialiste en réparation de vélos et un véritable expert en la matière. Il peut dépanner le moindre grincement suspect grâce à son oreille affûtée qui détecte toute anomalie. Mais il cache un secret qui le hante : malgré sa grande expertise en matière de mécanique de vélo, il ne sait pas faire de vélo lui-même. Enfant, chaque essai de bicyclette se soldait par une chute immédiate, car il lui est impossible de trouver l'équilibre. Quarante ans plus tard, il ressent encore cette incompétence comme une véritable malédiction. Malgré ses efforts répétés pour mettre quelqu'un dans la confidence, chaque tentative est un échec qui tourne souvent au drame. Une légende s'installe même : Raoul Taburin serait un véritable casse-cou sur sa bicyclette, une sorte de génie de la voltige, adulé de tous. Malgré lui, l'imposture s'installe. 
Un jour, un photographe spécialiste du portrait méticuleux, Hervé Figougne, vient s'installer au village. Il projette de figer chaque famille sur une photo parfaitement construite. Un matin, vient le tour de Raoul, qui n'a plus d'autre choix que de se soumettre à une descente en montagne à vélo pour immortaliser ses prouesses sportives...

## Fiche technique
- Titre : Raoul Taburin
- Réalisation : Pierre Godeau
- Scénario : Guillaume Laurant, d'après la bande-dessinée de Sempé
- Adaptation : Pierre Godeau, Guillaume Laurant
- Musique : Javier Navarrete
- Production : Philippe Godeau et Nathalie Gastaldo-Godeau
- Directrice de la photographie : Claire Mathon
- Directeur de production : Baudoin Capet
- Montage : Hervé de Luze
- Sociétés de production : Pan-Européenne, Wild Bunch, Versus Production
- SOFICA : Indéfilms 6
- Société de distribution : Pathé Distribution
- Budget : 7,9 millions d'euros
- Pays d'origine :  France
- Langue originale : français
- Format : couleur
- Genre : comédie
- Durée : 90 minutes
- Date de sortie : 
  - France : 24 septembre 2018 (Festival De l'écrit à l'écran)[1],[2]
  - France : 17 avril 2019

## Distribution
- Benoît Poelvoorde : Raoul Taburin
- Édouard Baer : Hervé Figougne
- Suzanne Clément : Madeleine
- Vincent Desagnat : Sauveur Bilongue
- Grégory Gadebois : le père de Raoul Taburin
- Victor Assié : Raoul Taburin 20 ans
- Timi-Joy Marbot : Raoul Taburin 11 ans
- Théo Gallet : Raoul Taburin 6 ans
- Karine Orth : Josyane
- Marilou Aussilloux : Josyane 20 ans
- Ilona Bachelier : Madeleine 20 ans
- Léo Dussollier : Sauveur Billongue 25 ans
- Sithale Vast : Madeleine 6 ans
- Andrea Hachuel : l'institutrice
- Christian Fabre : le père Forton

## Accueil

### Critiques
AlloCiné accorde au film une note moyenne de 3,1 sur 5.
Le Figaro décrit un « film optimiste dont l’humour léger est parfaitement adapté à un public familial ». Le Parisien est plutôt de cet avis « un film familial à l’ancienne, assez lent, mais joli et très tendre ».

### Box-office
| Pays ou région | Box-office      | Date d'arrêt du box-office | Nombre de semaines |
| -------------- | --------------- | -------------------------- | ------------------ |
| France         | 177 538 entrées | 22 mai 2019                | 5                  |
| Total mondial  | 1 203 725 $     | -                          | -                  |

## Tournage
Le film a été tourné en juin et juillet 2017 à Venterol dans la Drôme. Un certain nombre d'habitants de Venterol ont participé au film, en particulier en tant que figurants.

## Sortie vidéo
Le film sort en édition Fnac Exclusivité Blu-ray le 21 août 2019.

### Revue de presse
- Jean-Philippe Gunet, « Un moment de poésie. Adapté de l'oeuvre de Sempé Raoul Taburin a un secret raconte l'histoire, bourrée de tendresse et d'humour, d'un réparateur de vélos, dont la vie entière est construite sur un malentendu. », Télécâble Sat Hebdo no 1557, SETC, Saint-Cloud, 2 mars 2020, p. 20-21,  (ISSN 1630-6511)